# تپه قرق شرقی
تپه قرق شرقی مربوط به سده‌های میانی دوران‌های تاریخی پس از اسلام است و در شهرستان ملایر، بخش سامن، دهستان حرم رود سفلی، روستای کهریز واقع شده و این اثر در تاریخ ۲۵ آبان ۱۳۸۷ با شمارهٔ ثبت ۲۳۶۹۱ به‌عنوان یکی از آثار ملی ایران به ثبت رسیده است.